# Adolphe-Léon Willette

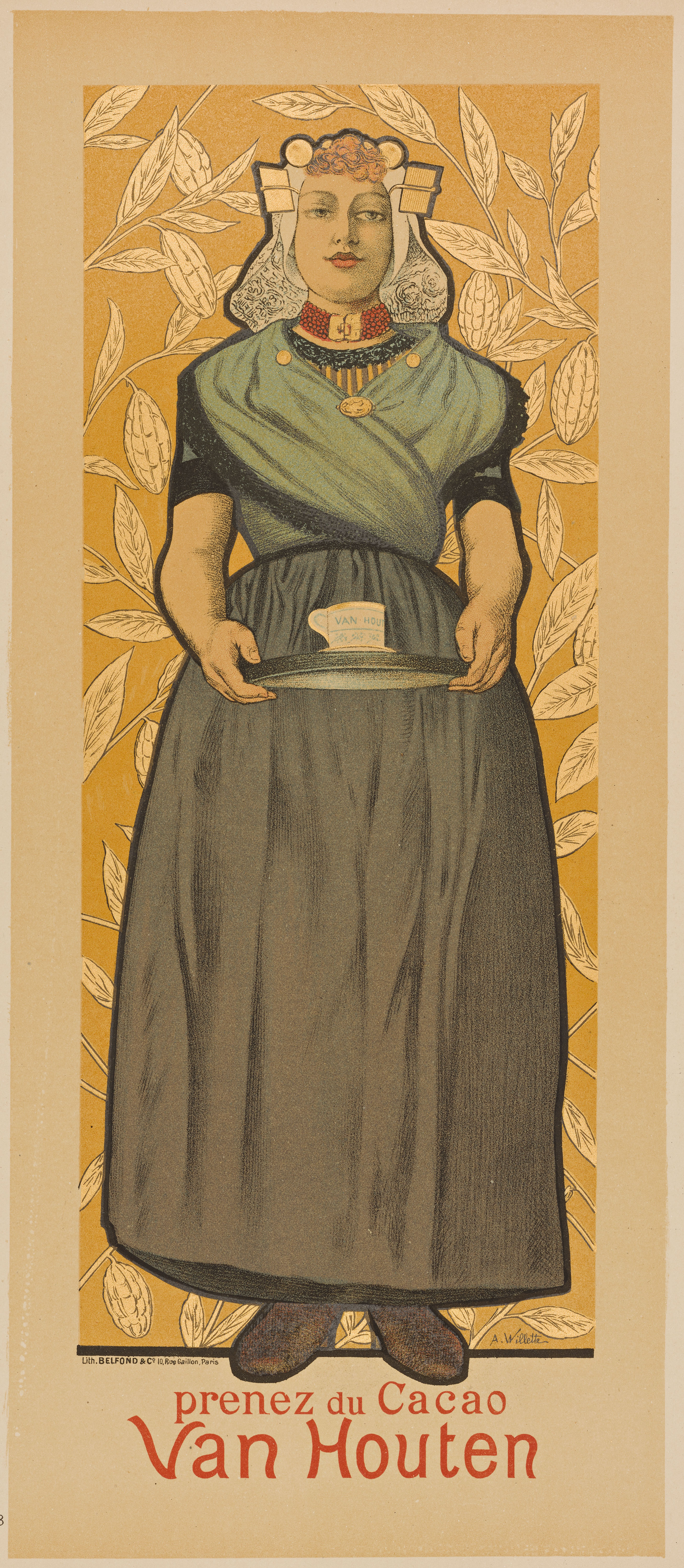
Reclame-affiche voor Van Houten, 1893, (reproductie in Les Maîtres de l'affiche), Château de Champs-sur-Marne

Adolphe-Léon Willette (Châlons-sur-Marne, 31 juli 1857 – Parijs, 4 februari 1926) was een Franse schilder, illustrator, en tekenaar.
Willette studeerde vier jaar in Parijs aan de École des Beaux Arts onder Alexandre Cabanel. Daarna zou hij uitgroeien tot een van de bekende grafische humoristen in Frankrijk.
Hij was medewerker van geïllustreerde bladen onder de pseudoniemen Cemoi, Pierrot, Louison, Bebe en Nox maar ook met zijn eigen naam, onder andere voor het satirische tijdschrift L'Assiette au Beurre. Hij maakte in 1893 een affiche voor de chocoladefabriek van Van Houten in Weesp.